# Вильбоа, Александр Никитич
Александр Никитич Вильбоа (Вильбуа; Александр Гийемо де Вильбоа, фр. Alexander Guillemot de Villebois; 1716 — 29 января (9 февраля) 1781, Дерпт) — восьмой генерал-фельдцейхмейстер Российской императорской армии, ярко проявивший себя во время Семилетней войны.

## Биография
Младший сын контр-адмирала Никиты Петровича Вильбоа, бывшего коменданта Кронштадтского порта, участника петровских войн, и Елизаветы Ивановны Глюк (ум. 1757), дочери пастора Э. Глюка и статс-дамы двора. В августе 1739 года зачислен в лейб-гвардии бомбардирскую роту сержантом. В 1742 году принял участие в войне со Швецией, в 1744 году был пожалован, с чином полковника, камер-юнкером ко двору императрицы Елизаветы Петровны. В 1755 году произведён в генерал-майоры, в 1758 году — в генерал-поручики.
С начала Семилетней войны в действующей армии, отличился при Гросс-Егерсдорфе, где был тяжело ранен. За Гросс-Егерсдорф был награждён орденом святого Александра Невского. Участник осады Кюстрина, сражения при Пальциге. В Кунерсдорфском сражении командовал авангардом русской армии, занял Франкфурт (Одер). В январе 1762 года его именем был назван Великолуцкий пехотный полк, в феврале того же года назначен генерал-фельдцейхмейстером, то есть главой артиллерийского ведомства, а месяц спустя — членом Военной коллегии. Также введён в Императорский совет.
По свидетельству биографа, обилие и объём резолюций, которыми он снабжал все поступавшие к нему представления по всем четырем вверенным ему, как генерал-фельдцейхмейстеру, ведомствам: артиллерийскому, инженерному, оружейному и кадетских корпусов, поразительны. Многие из них содержат «целые инструкции и положения, в большинстве крайне полезные и полно разрешающие все затруднения». Деятельность Вильбоа на посту генерал-фельдцехмейстера обещала быть очень плодотворной, однако в 1765 году он вынужден был просить об отставке по состоянию здоровья: сказались последствия тяжёлого ранения.
Выйдя в отставку, продал свой новый дом по адресу Невский проспект, 30 князю А. М. Голицыну и удалился в лифляндское поместье Сарракус. В качестве депутата от Лифляндской губернии принимал участие в работе Уложенной комиссии.
Александр Никитич Вильбоа умер 9 февраля 1781 года в своём поместье Саракуз (нем. Sarrakus, Саракусте, эст. Sarakuste mõis) и был похоронен в личной часовне кладбища деревни Венден. Часть его имения перешла по наследству к внуку Е. И. Пальменбаху.